# Rupprecht Geiger
Rupprecht Geiger (Munich, 26 de enero de 1908 – 6 de diciembre de 2009) fue un pintor y escultor abstracto alemán. A lo largo de su carrera, se caracterizó por la monocromía y las pinturas de campos de color. Durante un tiempo, se concentró únicamente en el color rojo.

## Biografía

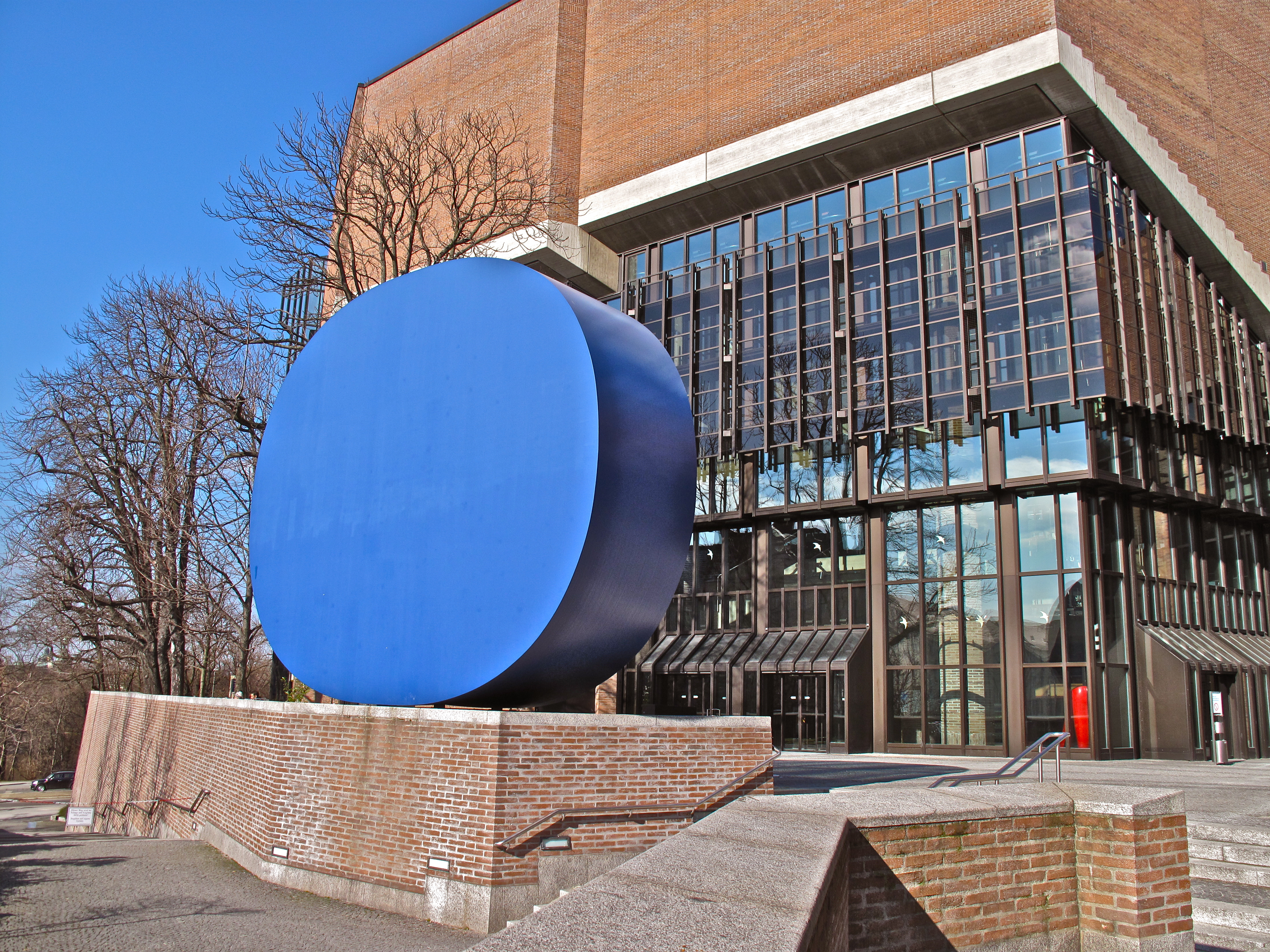
Escultura de Rupprecht Geiger en Múnich

Geiger era el único hijo del pintor Willi Geiger. Su familia se trasladó a España y pudo visitar Marruecos y Canarias. Fue en esos viajes cuando Geiger comenzó a pintar. De 1926 a 1935, estudió y recibió clases de arquitectura y arte en diferentes academias de Múnich. De 1936 a 1940, trabajó como arquitecto para diferentes estudios, sobre todo en Munich. Fue alistado para luchar en la Segunda Guerra Mundial y combatió en el Frente Oriental en Polonia y Rusia. De 1943 a 1944 fue ilustrador de guerra. Su primera exposición de pintura abstracta fue en 1948.
Después de la guerra, de 1949 a 1962, volvió a la arquitectura. En 1949, Geiger cofundó el grupo artístico ZEN 49. Hilla von Rebay eligió exhibir sus obras en la Fundación Solomon R. Guggenheim. De 1965 a 1976, Geiger fue profesor de pintura en la Academia de Bellas Artes de Düsseldorf.
Sus pinturas a menudo se ocupan del tema del color. En la década de los 50, estudió particularmente el color rojo. Las pinturas de Geiger se caracterizan por formas geométricas simples (rectángulos, óvalos, círculos), colores brillantes y contrastes intensos. El Diozesanmuseum Freising, cerca de Múnich, posee una colección de sus obras.

## Exposiciones
Las principales exposiciones internacionales de la larga carrera de Rupprecht Geiger incluyeron cuatro en la ciudad alemana de  Kassel:
- documenta II (1959)
- documenta III (1964)
- 4. documenta (1968)
- documenta 6 (1977)

## Premios
En 1989, Geiger ganó la Kultureller Ehrenpreis der Landeshauptstadt München. En 1992, fue condecorado con el Premio Rubens de la Ciudad de Siegen, en 1995 la Oberbayerischer Kulturpreis y en 1997 la Goldene Ehrenmünze der Landeshauptstadt München.